# Liste der Weltmeister im Skibob

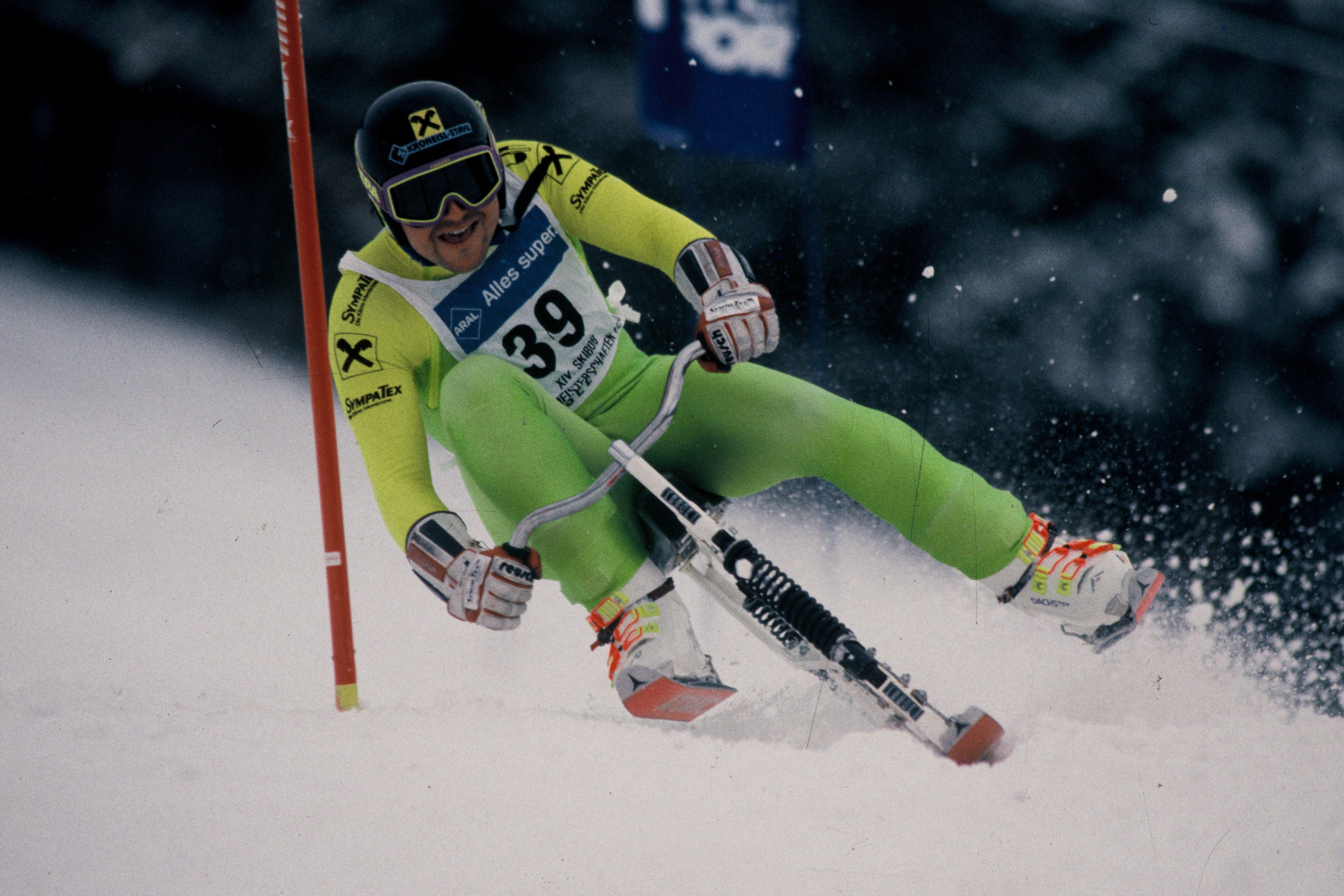
Der achtfache Skibob-Weltmeister Walter Kroneisl

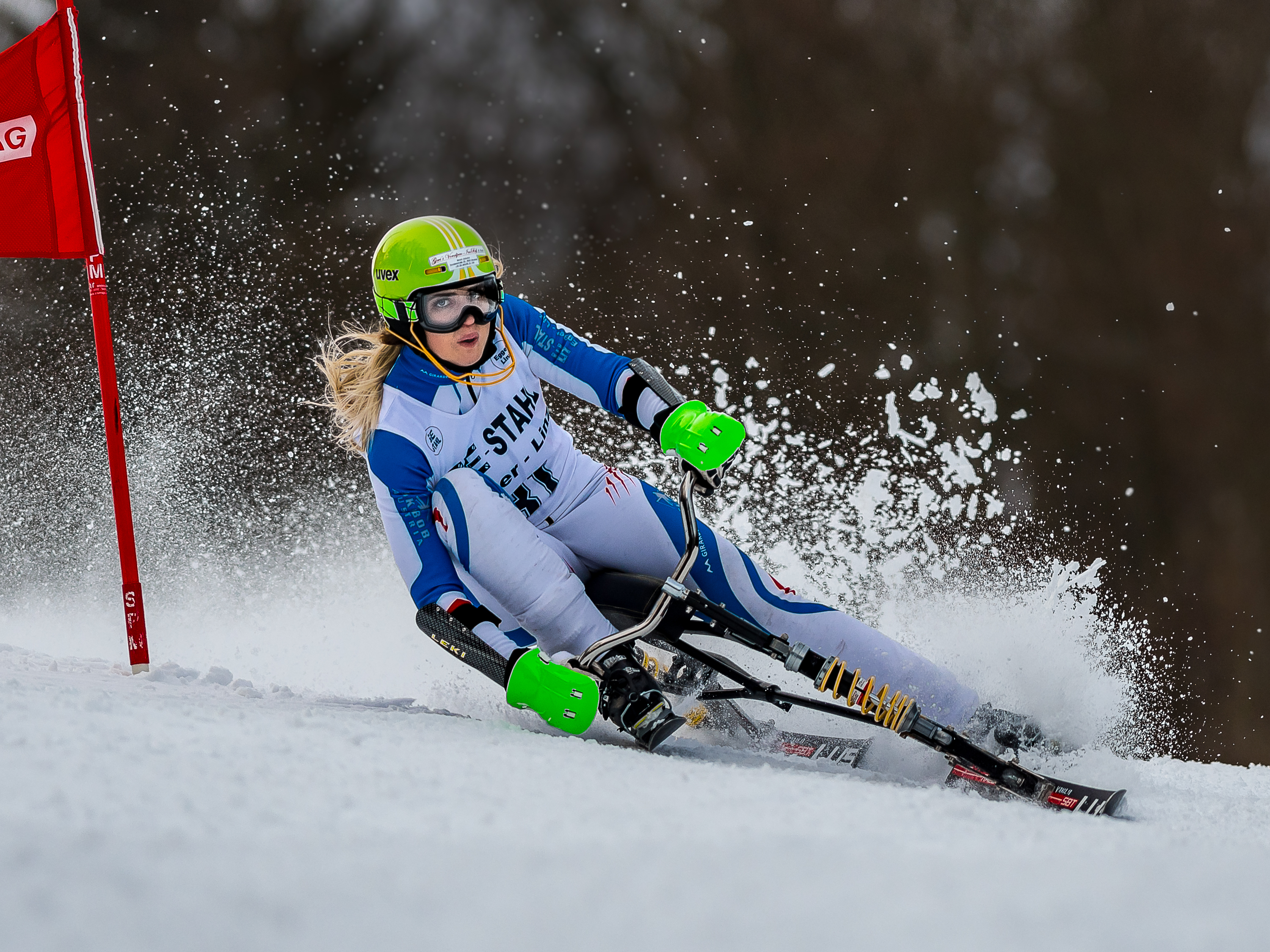
Die siebenfache Skibob-Weltmeisterin Claudia Hartl

Die Liste der Weltmeister im Skibob listet alle Sieger sowie mit den Zweit- und Drittplatzierten die weiteren Medaillengewinner bei den Skibob-Weltmeisterschaften auf, gegliedert nach Herren und Damen und den einzelnen Wettbewerben. Berücksichtigt wurden die Ergebnisse von den 1. Skibob-Weltmeisterschaften 1967 bis zu den 43. Skibob-Weltmeisterschaften 2025.
Außerdem erfolgt ein Überblick über alle Weltmeister nach Austragung und Disziplin sowie Anzahl der gewonnenen Titel. Darüber hinaus werden die zehn erfolgreichsten WM-Teilnehmer und sämtliche Athleten und Athletinnen mit mindestens zwei gewonnenen Goldmedaillen aufgelistet.

## Wettbewerbe

### Herren

#### Abfahrt
| WM   | Gold                | Silber              | Bronze              |
| ---- | ------------------- | ------------------- | ------------------- |
| 1967 | Willi Brenter       | Josef Pitzer        | Silvio Schauberger  |
| 1969 | Josef Pitzer        | Michel Bonvin       | Silvio Schauberger  |
| 1971 | Josef Estner        | Alois Fischbauer    | Josef Haunsperger   |
| 1973 | Alois Fischbauer    | Gerold Moser        | Franz Schwab        |
| 1975 | Alois Fischbauer    | Alexander Irausek   | Martin Albrecht     |
| 1977 | Martin Albrecht     | Alexander Irausek   | Erich Goriup        |
| 1979 | Hans Irausek        | Robert Mühlberger   | Kurt Willinger      |
| 1981 | Hans Irausek        | Wolfgang Reiser     | Kurt Haindl         |
| 1983 | Willi Dimmer        | Hans Irausek        | Marzio Scolario     |
| 1985 | Wendel Tschümperlin | Herbert Schackert   | Richard Nowak       |
| 1987 | Walter Kroneisl     | Roman Ehl           | Alexander Kainz     |
| 1988 | Walter Kroneisl     | Michael Hossek      | Willi Dimmer        |
| 1989 | Walter Kroneisl     | Michael Hossek      | Thomas Klinsky      |
| 1991 | Michael Hossek      | Siegfried Eschlböck | Markus Moser        |
| 1992 | Markus Moser        | Gerfried Seeber     | Siegfried Eschlböck |
| 1993 | Markus Moser        | Michael Hossek      | Walter Kroneisl     |
| 1994 | Max Forster         | Siegfried Eschlböck | Dieter Lerchster    |
| 1996 | Markus Moser        | Siegfried Eschlböck | Dieter Lerchster    |
| 1999 | Dušan Kudrnovský    | Franz Tschümperlin  | Björn Walter        |
| 2000 | Markus Moser        | Štěpán Hlaváč       | Dušan Kudrnovský    |
| 2001 | Štěpán Hlaváč       | Dušan Kudrnovský    | Björn Walter        |
| 2006 | Markus Moser        | David Krejčí        | Jakub Fedorko       |
| 2007 | David Krejčí        | Markus Moser        | Štěpán Hlaváč       |

#### Super-G
| WM   | Gold            | Silber                   | Bronze              |
| ---- | --------------- | ------------------------ | ------------------- |
| 1989 | Peter Eschlböck | Walter Kroneisl          | Michael Hossek      |
| 1990 | Michael Hossek  | Dieter Lerchster         | Gerfried Seeber     |
| 1991 | Michael Hossek  | Willi Dimmer             | Felix Breitenmoser  |
| 1992 | Gerfried Seeber | Dieter Lerchster         | Markus Moser        |
| 1993 | Gerfried Seeber | Peter Eschlböck          | Siegfried Eschlböck |
| 1994 | Markus Moser    | Josef Pohl               | Dieter Lerchster    |
| 1995 | Marcel Hüppi    | Josef Pohl               | Walter Kroneisl     |
| 1996 | Markus Moser    | Peter Eschlböck          | Dieter Lerchster    |
| 1997 | Štěpán Hlaváč   | Dieter Lerchster         | Dušan Kudrnovský    |
| 1998 | Štěpán Hlaváč   | Dušan Kudrnovský         | Björn Walter        |
| 1999 | Štěpán Hlaváč   | Franz Tschümperlin       | Dušan Kudrnovský    |
| 2000 | Markus Moser    | Dušan Kudrnovský         | Štěpán Hlaváč       |
| 2001 | Aleš Housa      | Christian Ablinger       | Štěpán Hlaváč       |
| 2002 | Štěpán Hlaváč   | Dušan Kudrnovský         | Björn Walter        |
| 2003 | Štěpán Hlaváč   | Dušan Kudrnovský         | Stanislav Ježek     |
| 2004 | Markus Moser    | Franz Tschümperlin       | Björn Walter        |
| 2006 | Stanislav Ježek | Aleš Housa               | Štěpán Hlaváč       |
| 2007 | David Krejčí    | Björn Walter             | Stanislav Ježek     |
| 2009 | David Krejčí    | Pavel Čiháček            | Gerfried Seeber     |
| 2010 | Markus Moser    | Björn Walter             | David Krejčí        |
| 2011 | David Krejčí    | Björn Walter             | Urs Tschümperlin    |
| 2012 | Pavel Čiháček   | David Krejčí             | Christian Ablinger  |
| 2013 | Pavel Čiháček   | Gerhard Hauer            | Martin Gutjahr      |
| 2014 | Aleš Housa      | Pavel Čiháček            | Martin Gutjahr      |
| 2016 | David Krejčí    | Pavel Čiháček            | Joachim Knauß       |
| 2017 | Pavel Čiháček   | Gerhard Hauer Aleš Housa | –                   |
| 2018 | Pavel Čiháček   | Roland Wlezcek           | Markus Achleitner   |
| 2019 | Pavel Čiháček   | Joachim Knauß            | Björn Walter        |
| 2022 | Joachim Knauß   | Pavel Čiháček            | Markus Achleitner   |
| 2023 | Joachim Knauß   | Franz Tschümperlin       | Pavel Čiháček       |
| 2025 | Joachim Knauß   | Leonhard Wegmayr         | Pavel Čiháček       |

#### Riesenslalom
| WM   | Gold                 | Silber              | Bronze              |
| ---- | -------------------- | ------------------- | ------------------- |
| 1967 | Silvio Schauberger   | Willi Brenter       | Erich Brenter       |
| 1969 | Pierre-Joseph Bonvin | Josef Pitzer        | Michel Bonvin       |
| 1971 | Josef Estner         | Gerhard Planitzer   | Silvio Schauberger  |
| 1973 | Alois Fischbauer     | Martin Albrecht     | Silvio Schauberger  |
| 1975 | Josef Estner         | Alois Fischbauer    | Martin Albrecht     |
| 1977 | Alexander Irausek    | Max Reindl          | Erich Goriup        |
| 1979 | Robert Mühlberger    | Robert Casty        | Alexander Irausek   |
| 1981 | Wolfgang Reiser      | Anton Feistl        | Hans Irausek        |
| 1983 | Hans Irausek         | Walter Kroneisl     | Ernst Klaubauf      |
| 1985 | Wendel Tschümperlin  | Richard Nowak       | Felix Breitenmoser  |
| 1987 | Roman Ehl            | Alexander Kainz     | Jaroslav Rijaček    |
| 1988 | Willi Dimmer         | Walter Kroneisl     | Peter Eschlböck     |
| 1989 | Walter Kroneisl      | Markus Moser        | Michael Hossek      |
| 1990 | Markus Moser         | Walter Kroneisl     | Roman Ehl           |
| 1991 | Michael Hossek       | Dieter Lerchster    | Peter Eschlböck     |
| 1992 | Markus Moser         | Roman Ehl           | Gerfried Seeber     |
| 1993 | Markus Moser         | Roman Ehl           | Dieter Lerchster    |
| 1994 | Dieter Lerchster     | Peter Eschlböck     | Michael Hossek      |
| 1995 | Štěpán Hlaváč        | Siegfried Eschlböck | Josef Pohl          |
| 1996 | Dušan Kudrnovský     | Pavel Hlaváč        | Siegfried Eschlböck |
| 1997 | Štěpán Hlaváč        | Markus Moser        | Dušan Kudrnovský    |
| 1998 | Björn Walter         | Dušan Kudrnovský    | Peter Eschlböck     |
| 1999 | Štěpán Hlaváč        | Markus Moser        | Franz Tschümperlin  |
| 2000 | Markus Moser         | Björn Walter        | Pavel Hlaváč        |
| 2001 | Dušan Kudrnovský     | Stanislav Ježek     | Björn Walter        |
| 2002 | Markus Moser         | Björn Walter        | Štěpán Hlaváč       |
| 2003 | Björn Walter         | Stanislav Ježek     | Markus Moser        |
| 2004 | Markus Moser         | Štěpán Hlaváč       | David Krejčí        |
| 2006 | Stanislav Ježek      | David Krejčí        | Aleš Housa          |
| 2007 | David Krejčí         | Björn Walter        | Štěpán Hlaváč       |
| 2009 | David Krejčí         | Pavel Čiháček       | Christian Ablinger  |
| 2010 | Markus Moser         | Gerhard Hauer       | David Krejčí        |
| 2011 | Gerhard Hauer        | Markus Moser        | Tomáš Maťátko       |
| 2012 | Pavel Čiháček        | Dušan Kudrnovský    | Gerhard Hauer       |
| 2013 | Pavel Čiháček        | Markus Moser        | Markus Achleitner   |
| 2014 | Gerhard Hauer        | Aleš Housa          | Christian Ablinger  |
| 2016 | Pavel Čiháček        | Gerfried Seeber     | Aleš Housa          |
| 2017 | Pavel Čiháček        | Gerhard Hauer       | Franz Tschümperlin  |
| 2018 | Pavel Čiháček        | Aleš Housa          | Roland Wlezcek      |
| 2019 | Pavel Čiháček        | Joachim Knauß       | Gerfried Seeber     |
| 2022 | Joachim Knauß        | Pavel Čiháček       | Björn Walter        |
| 2023 | Pavel Čiháček        | Joachim Knauß       | Markus Achleitner   |
| 2025 | Joachim Knauß        | Pavel Čiháček       | Markus Achleitner   |

#### Slalom
| WM   | Gold                      | Silber             | Bronze             |
| ---- | ------------------------- | ------------------ | ------------------ |
| 1979 | Robert Mühlberger         | Alexander Irausek  | Walter Kroneisl    |
| 1981 | Robert Mühlberger         | Lorenz Müller      | Anton Feistl       |
| 1983 | Walter Kroneisl           | Hans Irausek       | Anton Feistl       |
| 1985 | Othmar Hofmann            | Thomas Klinsky     | Michael Hefter     |
| 1987 | Gerhard Wolf              | Willi Dimmer       | Othmar Hofmann     |
| 1988 | Markus Moser              | Richard Nowak      | Roman Ehl          |
| 1989 | Alexander Kainz           | Michael Hefter     | Thomas Klinsky     |
| 1990 | Markus Moser              | Michael Hossek     | Klaus Klaffenböck  |
| 1991 | Roman Ehl                 | Markus Moser       | Dieter Lerchster   |
| 1992 | Markus Moser              | Gerfried Seeber    | Dieter Lerchster   |
| 1993 | Dieter Lerchster          | Markus Moser       | Gerhard Wolf       |
| 1994 | Gerhard Wolf              | Luboš Kodytek      | Dieter Lerchster   |
| 1995 | Pavel Hlaváč              | Josef Pohl         | Dieter Lerchster   |
| 1996 | Markus Moser              | Luboš Kodytek      | Dušan Kudrnovský   |
| 1997 | Markus Moser              | Dieter Lerchster   | Dušan Kudrnovský   |
| 1998 | Dieter Lerchster          | Dušan Kudrnovský   | Josef Pohl         |
| 1999 | Dušan Kudrnovský          | Josef Pohl         | Pavel Hlaváč       |
| 2000 | Josef Pohl                | Dušan Kudrnovský   | David Hafner       |
| 2001 | Dušan Kudrnovský          | Christian Ablinger | Štěpán Hlaváč      |
| 2002 | Markus Moser              | Stanislav Ježek    | Dušan Kudrnovský   |
| 2003 | Markus Moser              | Stanislav Ježek    | Christian Ablinger |
| 2004 | Markus Moser              | David Krejčí       | Aleš Housa         |
| 2006 | David Krejčí              | Markus Moser       | Stanislav Ježek    |
| 2007 | Markus Moser              | Stanislav Ježek    | David Krejčí       |
| 2009 | David Krejčí              | Aleš Houser        | Aleš Housa         |
| 2010 | Markus Moser              | David Krejčí       | Gerhard Hauer      |
| 2011 | Markus Moser              | Gerhard Hauer      | Christian Ablinger |
| 2012 | Gerhard Hauer             | Pavel Čiháček      | Christian Ablinger |
| 2013 | Gerhard Hauer             | Markus Moser       | Pavel Čiháček      |
| 2014 | Gerhard Hauer             | Christian Ablinger | Pavel Čiháček      |
| 2016 | Pavel Hlaváč David Krejčí | –                  | Aleš Housa         |
| 2017 | Pavel Čiháček             | Gerhard Hauer      | Martin Gutjahr     |
| 2018 | Pavel Čiháček             | Aleš Housa         | Markus Achleitner  |
| 2019 | Pavel Čiháček             | Björn Walter       | Markus Achleitner  |
| 2022 | Pavel Čiháček             | Leonhard Wegmayr   | Pavel Hlaváč       |
| 2023 | Joachim Knauß             | Pavel Čiháček      | Markus Achleitner  |
| 2025 | Pavel Čiháček             | Joachim Knauß      | Markus Achleitner  |

#### Kombination
| WM   | Gold                 | Silber              | Bronze             |
| ---- | -------------------- | ------------------- | ------------------ |
| 1967 | Silvio Schauberger   | Willi Brenter       | Erich Brenter      |
| 1969 | Pierre-Joseph Bonvin | Josef Pitzer        | Michel Bonvin      |
| 1971 | Josef Estner         | Silvio Schauberger  | Gerhard Planitzer  |
| 1973 | Alois Fischbauer     | Gerold Moser        | Silvio Schauberger |
| 1975 | Alois Fischbauer     | Martin Albrecht     | Josef Estner       |
| 1977 | Alexander Irausek    | Martin Albrecht     | Erich Goriup       |
| 1979 | Robert Mühlberger    | Alexander Irausek   | Robert Casty       |
| 1981 | Robert Mühlberger    | Hans Irausek        | Anton Feistl       |
| 1983 | Hans Irausek         | Walter Kroneisl     | Ernst Klaubauf     |
| 1985 | Max Reindl           | Wendel Tschümperlin | Othmar Hofmann     |
| 1987 | Dieter Lerchster     | Alexander Kainz     | Jaroslav Rijaček   |
| 1988 | Walter Kroneisl      | Willi Dimmer        | Markus Moser       |
| 1989 | Walter Kroneisl      | Michael Hossek      | Thomas Klinsky     |
| 1990 | Walter Kroneisl      | Dieter Lerchster    | ?                  |
| 1991 | Michael Hossek       | Dieter Lerchster    | Peter Eschlböck    |
| 1992 | Markus Moser         | Gerfried Seeber     | Dieter Lerchster   |
| 1993 | Markus Moser         | Dieter Lerchster    | Michael Hossek     |
| 1994 | Dieter Lerchster     | Luboš Kodytek       | Michael Hossek     |
| 1995 | Josef Pohl           | Pavel Hlaváč        | Štěpán Hlaváč      |
| 1996 | Markus Moser         | Dušan Kudrnovský    | Josef Pohl         |
| 1997 | Markus Moser         | Štěpán Hlaváč       | Dušan Kudrnovský   |
| 1998 | Dušan Kudrnovský     | Štěpán Hlaváč       | Josef Pohl         |
| 1999 | Josef Pohl           | Štěpán Hlaváč       | Pavel Hlaváč       |
| 2000 | Dušan Kudrnovský     | Josef Pohl          | Štěpán Hlaváč      |
| 2001 | Dušan Kudrnovský     | Markus Moser        | Christian Ablinger |
| 2002 | Dušan Kudrnovský     | Stanislav Ježek     | Štěpán Hlaváč      |
| 2003 | Markus Moser         | Stanislav Ježek     | David Krejčí       |
| 2004 | Markus Moser         | David Krejčí        | Stanislav Ježek    |
| 2006 | David Krejčí         | Markus Moser        | Stanislav Ježek    |
| 2007 | Markus Moser         | David Krejčí        | Stanislav Ježek    |
| 2009 | David Krejčí         | Aleš Housa          | Pavel Čiháček      |
| 2010 | Markus Moser         | David Krejčí        | Gerhard Hauer      |
| 2011 | Markus Moser         | Gerhard Hauer       | Tomáš Maťátko      |
| 2012 | Pavel Čiháček        | Gerhard Hauer       | Christian Ablinger |
| 2013 | Pavel Čiháček        | Gerhard Hauer       | Martin Gutjahr     |
| 2014 | Gerhard Hauer        | Aleš Housa          | Markus Achleitner  |
| 2016 | Aleš Housa           | Pavel Hlaváč        | Joachim Knauß      |
| 2017 | Pavel Čiháček        | Gerhard Hauer       | Aleš Housa         |
| 2018 | Pavel Čiháček        | Aleš Housa          | Markus Achleitner  |
| 2019 | Pavel Čiháček        | Björn Walter        | Markus Achleitner  |
| 2022 | Pavel Čiháček        | Markus Achleitner   | Pavel Hlaváč       |
| 2023 | Pavel Čiháček        | Joachim Knauß       | Markus Achleitner  |
| 2025 | Joachim Knauß        | Pavel Čiháček       | Markus Achleitner  |

### Damen

#### Abfahrt
| WM   | Gold                  | Silber                 | Bronze                |
| ---- | --------------------- | ---------------------- | --------------------- |
| 1967 | Gerhild Schiffkorn    | Theresia Stemmer       | Uschi Stoll           |
| 1969 | Gerhild Schiffkorn    | Anita Zeiler           | Grete Hois            |
| 1971 | Anita Zeiler          | Traudl Wiedemann       | Gerhild Schiffkorn    |
| 1973 | Gertrude Gebert       | Gerhild Schiffkorn     | Grete Hois            |
| 1975 | Gudrun Müller         | Alena Hrbková          | Gertrude Gebert       |
| 1977 | Hannelore Gigler      | Gerhild Schiffkorn     | Annegret Ertler       |
| 1979 | Annegret Ertler       | Andrea Dobler          | Hannelore Gigler      |
| 1981 | Rosalinde Lehner      | Petra Wlezcek          | Monika Barth          |
| 1983 | Hannelore Gigler      | Alena Hanousková       | Barbara Lackner       |
| 1985 | Maria Höller          | Petra Wlezcek          | Manuela Geuze         |
| 1987 | Petra Wlezcek         | Manuela Geuze          | Manuela Winter        |
| 1988 | Petra Wlezcek         | Eva Ducháčová          | Maria Höller          |
| 1989 | Petra Wlezcek         | Irena Francová         | Barbara Dimmer        |
| 1991 | Petra Tschach-Wlezcek | Irena Francová         | Sandra Schmid         |
| 1992 | Irena Francová        | Manuela Winter-Holzner | Soňa Jandová          |
| 1993 | Heidi Achleitner      | Soňa Jandová           | Sandra Schmid         |
| 1994 | Sandra Müller         | Heidi Achleitner       | Soňa Jandová          |
| 1996 | Heidi Achleitner      | Jana Tmějová           | Sandra Müller         |
| 1999 | Soňa Jandová          | Alena Housová          | Kristýna Jírová       |
| 2000 | Heidi Achleitner      | Soňa Jandová           | Iris Lienhard         |
| 2001 | Petra Mörtenhuemer    | Petra Poláková         | Petra Tschach-Wlezcek |
| 2006 | Petra Mörtenhuemer    | Kerstin Mayrhofer      | Alena Housová         |
| 2007 | Alena Housová         | Petra Mörtenhuemer     | Petra Poláková        |

#### Super-G
| WM   | Gold                  | Silber                           | Bronze                 |
| ---- | --------------------- | -------------------------------- | ---------------------- |
| 1989 | Petra Wlezcek         | Sandra Schmid                    | Manuela Winter         |
| 1990 | Sandra Schmid         | Petra Wlezcek                    | Manuela Winter-Holzner |
| 1991 | Petra Tschach-Wlezcek | Irena Francová                   | Sandra Schmid          |
| 1992 | Irena Francová        | Petra Tschach-Wlezcek            | Manuela Winter-Holzner |
| 1993 | Irena Francová        | Soňa Jandová                     | Heidi Achleitner       |
| 1994 | Irena Francová        | Soňa Jandová                     | Heidi Achleitner       |
| 1995 | Soňa Jandová          | Jana Tmějová                     | Sandra Müller          |
| 1996 | Heidi Achleitner      | Sandra Müller                    | Irena Francová         |
| 1997 | Irena Francová        | Heidi Achleitner Alena Housová   | –                      |
| 1998 | Iris Lienhard         | Irena Francová                   | Heidi Achleitner       |
| 1999 | Alena Housová         | Heidi Achleitner                 | Soňa Jandová           |
| 2000 | Iris Lienhard         | Heidi Achleitner                 | Soňa Jandová           |
| 2001 | Iris Lienhard         | Petra Mörtenhuemer               | Petra Tschach-Wlezcek  |
| 2002 | Petra Poláková        | Karolína Bartošová Alena Housová | –                      |
| 2003 | Alena Housová         | Kerstin Mörtenhuemer             | Petra Poláková         |
| 2004 | Petra Poláková        | Alena Housová                    | Petra Mörtenhuemer     |
| 2006 | Alena Housová         | Petra Mörtenhuemer               | Klára Hofmanová        |
| 2007 | Alena Housová         | Petra Mörtenhuemer               | Lisa Zaff              |
| 2009 | Kerstin Mayrhofer     | Petra Mörtenhuemer               | Iris Lienhard          |
| 2010 | Klára Hofmanová       | Kerstin Mayrhofer                | Petra Mörtenhuemer     |
| 2011 | Alena Housová         | Klára Hofmanová                  | Lisa Zaff              |
| 2012 | Kerstin Zoister       | Alena Housová                    | Iris Lienhard          |
| 2013 | Alena Housová         | Klára Hofmanová                  | Lisa Zaff              |
| 2014 | Alena Housová         | Lisa Zaff                        | Klára Hofmanová        |
| 2016 | Claudia Hartl         | Stanislava Preclíková            | Lisa Zaff              |
| 2017 | Claudia Hartl         | Stanislava Preclíková            | Silvia Steininger      |
| 2018 | Claudia Hartl         | Lisa Zaff                        | Stanislava Preclíková  |
| 2019 | Aneta Havlíčková      | Lisa Zaff                        | Gabriela Jašková       |
| 2022 | Aneta Havlíčková      | Kerstin Zoister                  | Stanislava Preclíková  |
| 2023 | Lisa Zaff             | Stanislava Preclíková            | Pia Zoister            |
| 2025 | Lisa Zaff             | Stanislava Preclíková            | Silvia Steininger      |

#### Riesenslalom
| WM   | Gold                  | Silber                          | Bronze                 |
| ---- | --------------------- | ------------------------------- | ---------------------- |
| 1967 | Gerhild Schiffkorn    | Elfriede Lukas                  | Rosi Reithmeiser       |
| 1969 | Grete Hois            | Gerhild Schiffkorn              | Helga Schuster         |
| 1971 | Gertrude Gebert       | Waltraud Jost                   | Grete Hois             |
| 1973 | Gertrude Gebert       | Grete Hois                      | Gerhild Schiffkorn     |
| 1975 | Gertrude Gebert       | Alena Hrbková                   | Annegret Ertler        |
| 1977 | Rosalinde Lehner      | Sonja Kehrer                    | Alena Hrbková          |
| 1979 | Andrea Dobler         | Annegret Ertler                 | Sonja Kehrer           |
| 1981 | Andrea Dobler         | Alena Hanousková                | Hannelore Gigler       |
| 1983 | Hannelore Gigler      | Alena Hanousková                | Rosalinde Lehner       |
| 1985 | Maria Höller          | Petra Wlezcek                   | Manuela Geuze          |
| 1987 | Irena Francová        | Maria Höller                    | Alexandra Marasova     |
| 1988 | Petra Wlezcek         | Maria Höller                    | Manuela Winter         |
| 1989 | Sandra Schmid         | Petra Wlezcek                   | Manuela Winter         |
| 1990 | Petra Wlezcek         | Soňa Jandová                    | Manuela Winter-Holzner |
| 1991 | Petra Tschach-Wlezcek | Sandra Schmid                   | Irena Francová         |
| 1992 | Irena Francová        | Soňa Jandová                    | Petra Tschach-Wlezcek  |
| 1993 | Irena Francová        | Heidi Achleitner                | Soňa Jandová           |
| 1994 | Petra Tschach-Wlezcek | Soňa Jandová                    | Heidi Achleitner       |
| 1995 | Soňa Jandová          | Irena Francová                  | Sandra Müller          |
| 1996 | Irena Francová        | Heidi Achleitner                | Jana Tmějová           |
| 1997 | Irena Francová        | Alena Housová                   | Jana Tmějová           |
| 1998 | Soňa Jandová          | Heidi Achleitner                | Irena Francová         |
| 1999 | Heidi Achleitner      | Alena Housová                   | Iris Lienhard          |
| 2000 | Iris Lienhard         | Alena Housová                   | Kerstin Mayrhofer      |
| 2001 | Iris Lienhard         | Petra Mörtenhuemer              | Petra Tschach-Wlezcek  |
| 2002 | Iris Lienhard         | Petra Poláková                  | Alena Housová          |
| 2003 | Petra Poláková        | Alena Housová                   | Petra Mörtenhuemer     |
| 2004 | Alena Housová         | Petra Poláková                  | Petra Mörtenhuemer     |
| 2006 | Alena Housová         | Petra Mörtenhuemer              | Kerstin Mörtenhuemer   |
| 2007 | Petra Mörtenhuemer    | Alena Housová                   | Petra Poláková         |
| 2009 | Iris Lienhard         | Petra Mörtenhuemer              | Kerstin Mayrhofer      |
| 2010 | Petra Mörtenhuemer    | Iris Lienhard                   | Kerstin Mörtenhuemer   |
| 2011 | Alena Housová         | Klára Hofmanová                 | Lisa Zaff              |
| 2012 | Alena Housová         | Iris Lienhard                   | Kerstin Zoister        |
| 2013 | Alena Housová         | Lisa Zaff                       | Klára Hofmanová        |
| 2014 | Lisa Zaff             | Alena Housová                   | Stanislava Preclíková  |
| 2016 | Claudia Hartl         | Kristýna Harnachová             | Silvia Steininger      |
| 2017 | Claudia Hartl         | Stanislava Preclíková           | Silvia Steininger      |
| 2018 | Stanislava Preclíková | Claudia Hartl                   | Silvia Steininger      |
| 2019 | Gabriela Jašková      | Aneta Havlíčková                | Stanislava Preclíková  |
| 2022 | Aneta Havlíčková      | Stanislava Preclíková           | Pia Zoister            |
| 2023 | Stanislava Preclíková | Iris Lienhard                   | Pia Zoister            |
| 2025 | Stanislava Preclíková | Iris Lienhard Silvia Steininger | –                      |

#### Slalom
| WM   | Gold                  | Silber                 | Bronze                |
| ---- | --------------------- | ---------------------- | --------------------- |
| 1979 | Sonja Kehrer          | Alena Hrbková          | Hannelore Gigler      |
| 1981 | Andrea Dobler         | Alena Hanousková       | Annegret Ertler       |
| 1983 | Alena Hanousková      | Hannelore Gigler       | Manuela Geuze         |
| 1985 | Hannelore Gigler      | Eva Ducháčová          | Maria Höller          |
| 1987 | Irena Francová        | Eva Ducháčová          | Manuela Winter        |
| 1988 | Irena Francová        | Petra Wlezcek          | Manuela Winter        |
| 1989 | Irena Francová        | Petra Wlezcek          | Eva Ducháčová         |
| 1990 | Petra Wlezcek         | Eva Ducháčová          | Soňa Jandová          |
| 1991 | Irena Francová        | Petra Tschach-Wlezcek  | Eva Ducháčová         |
| 1992 | Irena Francová        | Manuela Winter-Holzner | Soňa Jandová          |
| 1993 | Irena Francová        | Soňa Jandová           | Petra Tschach-Wlezcek |
| 1994 | Heidi Achleitner      | Nicole Bürkner         | Sandra Müller         |
| 1995 | Irena Francová        | Soňa Jandová           | Petra Tschach-Wlezcek |
| 1996 | Irena Francová        | Alena Housová          | Urzula Bydlinska      |
| 1997 | Irena Francová        | Jana Tmějová           | Iris Lienhard         |
| 1998 | Irena Francová        | Iris Lienhard          | Alena Housová         |
| 1999 | Heidi Achleitner      | Iris Lienhard          | Kerstin Mayrhofer     |
| 2000 | Alena Housová         | Heidi Achleitner       | Soňa Jandová          |
| 2001 | Kristýna Jírová       | Petra Poláková         | Iris Lienhard         |
| 2002 | Alena Housová         | Iris Lienhard          | Petra Poláková        |
| 2003 | Alena Housová         | Petra Poláková         | Karolína Bartošová    |
| 2004 | Alena Housová         | Karolína Bartošová     | Klára Hofmanová       |
| 2006 | Alena Housová         | Kerstin Mayrhofer      | Petra Poláková        |
| 2007 | Petra Mörtenhuemer    | Alena Housová          | Petra Poláková        |
| 2009 | Petra Mörtenhuemer    | Iris Lienhard          | Alena Housová         |
| 2010 | Iris Lienhard         | Petra Mörtenhuemer     | Kerstin Mayrhofer     |
| 2011 | Iris Lienhard         | Alena Housová          | Klára Hofmanová       |
| 2012 | Alena Housová         | Iris Lienhard          | Kerstin Zoister       |
| 2013 | Alena Housová         | Iris Lienhard          | Klára Hofmanová       |
| 2014 | Alena Housová         | Lisa Zaff              | Stanislava Preclíková |
| 2016 | Stanislava Preclíková | Claudia Hartl          | Silvia Steininger     |
| 2017 | Silvia Steininger     | Claudia Hartl          | Stanislava Preclíková |
| 2018 | Stanislava Preclíková | Silvia Steininger      | Claudia Hartl         |
| 2019 | Stanislava Preclíková | Aneta Havlíčková       | Lisa Zaff             |
| 2022 | Stanislava Preclíková | Pia Zoister            | Kerstin Zoister       |
| 2023 | Stanislava Preclíková | Iris Lienhard          | Silvia Steininger     |
| 2025 | Marie Anna Husková    | Stanislava Preclíková  | Iris Lienhard         |

#### Kombination
| WM   | Gold                  | Silber                 | Bronze                |
| ---- | --------------------- | ---------------------- | --------------------- |
| 1967 | Gerhild Schiffkorn    | Rosi Reithmeiser       | Theresia Stemmer      |
| 1969 | Gerhild Schiffkorn    | Grete Hois             | Helga Schuster        |
| 1971 | Gertrude Gebert       | Waltraud Jost          | Grete Hois            |
| 1973 | Gertrude Gebert       | Grete Hois             | Gerhild Schiffkorn    |
| 1975 | Gertrude Gebert       | Alena Hrbková          | Annegret Ertler       |
| 1977 | Rosalinde Lehner      | Hannelore Gigler       | Gerhild Schiffkorn    |
| 1979 | Andrea Dobler         | Annegret Ertler        | Hannelore Gigler      |
| 1981 | Alena Hanousková      | Rosalinde Lehner       | Andrea Dobler         |
| 1983 | Hannelore Gigler      | Alena Hanousková       | Barbara Lackner       |
| 1985 | Maria Höller          | Hannelore Gigler       | Helena Hergert        |
| 1987 | Manuela Winter        | Maria Höller           | Karina Malok-Marasova |
| 1988 | Petra Wlezcek         | Manuela Winter         | Maria Höller          |
| 1989 | Petra Wlezcek         | Sandra Schmid          | Manuela Winter        |
| 1990 | Petra Wlezcek         | Manuela Winter-Holzner | Alexandra Marasova    |
| 1991 | Petra Tschach-Wlezcek | Sandra Schmid          | Irena Francová        |
| 1992 | Irena Francová        | Manuela Winter-Holzner | Heidi Achleitner      |
| 1993 | Irena Francová        | Soňa Jandová           | Heidi Achleitner      |
| 1994 | Heidi Achleitner      | Nicole Bürkner         | Sandra Müller         |
| 1995 | Soňa Jandová          | Irena Francová         | Jana Tmějová          |
| 1996 | Irena Francová        | Alena Housová          | Kristýna Jírová       |
| 1997 | Irena Francová        | Jana Tmějová           | Heidi Achleitner      |
| 1998 | Irena Francová        | Iris Lienhard          | Heidi Achleitner      |
| 1999 | Alena Housová         | Kristýna Jírová        | Marika Ziron          |
| 2000 | Heidi Achleitner      | Alena Housová          | Soňa Jandová          |
| 2001 | Iris Lienhard         | Petra Tschach-Wlezcek  | Petra Poláková        |
| 2002 | Alena Housová         | Iris Lienhard          | Petra Poláková        |
| 2003 | Alena Housová         | Petra Poláková         | Petra Mörtenhuemer    |
| 2004 | Alena Housová         | Kerstin Mörtenhuemer   | Klára Hofmanová       |
| 2006 | Alena Housová         | Petra Mörtenhuemer     | Kerstin Mayrhofer     |
| 2007 | Petra Mörtenhuemer    | Alena Housová          | Petra Poláková        |
| 2009 | Iris Lienhard         | Petra Mörtenhuemer     | Kerstin Mayrhofer     |
| 2010 | Petra Mörtenhuemer    | Iris Lienhard          | Kerstin Mayrhofer     |
| 2011 | Alena Housová         | Klára Hofmanová        | Iris Lienhard         |
| 2012 | Alena Housová         | Iris Lienhard          | Kerstin Zoister       |
| 2013 | Alena Housová         | Klára Hofmanová        | Iris Lienhard         |
| 2014 | Alena Housová         | Lisa Zaff              | Claudia Hartl         |
| 2016 | Claudia Hartl         | Stanislava Preclíková  | Silvia Steininger     |
| 2017 | Claudia Hartl         | Stanislava Preclíková  | Silvia Steininger     |
| 2018 | Stanislava Preclíková | Silvia Steininger      | Claudia Hartl         |
| 2019 | Aneta Havlíčková      | Stanislava Preclíková  | Silvia Steininger     |
| 2022 | Stanislava Preclíková | Pia Zoister            | Kerstin Zoister       |
| 2023 | Stanislava Preclíková | Iris Lienhard          | Pia Zoister           |
| 2025 | Stanislava Preclíková | Marie Anna Husková     | Iris Lienhard         |

## Weltmeister nach Austragung

### Herren
| WM   | Abfahrt              | Super-G             | Riesenslalom         | Slalom                            | Kombination           |
| ---- | -------------------- | ------------------- | -------------------- | --------------------------------- | --------------------- |
| 1967 | Willi Brenter        | –                   | Silvio Schauberger   | –                                 | Silvio Schauberger    |
| 1969 | Josef Pitzer         | –                   | Pierre-Joseph Bonvin | –                                 | Pierre-Joseph Bonvin  |
| 1971 | Josef Estner         | –                   | Josef Estner         | –                                 | Josef Estner          |
| 1973 | Alois Fischbauer     | –                   | Alois Fischbauer     | –                                 | Alois Fischbauer      |
| 1975 | Alois Fischbauer –2– | –                   | Josef Estner –2–     | –                                 | Alois Fischbauer –2–  |
| 1977 | Martin Albrecht      | –                   | Alexander Irausek    | –                                 | Alexander Irausek     |
| 1979 | Hans Irausek         | –                   | Robert Mühlberger    | Robert Mühlberger                 | Robert Mühlberger     |
| 1981 | Hans Irausek –2–     | –                   | Wolfgang Reiser      | Robert Mühlberger –2–             | Robert Mühlberger –2– |
| 1983 | Willi Dimmer         | –                   | Hans Irausek         | Walter Kroneisl                   | Hans Irausek          |
| 1985 | Wendel Tschümperlin  | –                   | Wendel Tschümperlin  | Othmar Hofmann                    | Max Reindl            |
| 1987 | Walter Kroneisl      | –                   | Roman Ehl            | Gerhard Wolf                      | Dieter Lerchster      |
| 1988 | Walter Kroneisl –2–  | –                   | Willi Dimmer         | Markus Moser                      | Walter Kroneisl       |
| 1989 | Walter Kroneisl –3–  | Peter Eschlböck     | Walter Kroneisl      | Alexander Kainz                   | Walter Kroneisl –2–   |
| 1990 | –                    | Michael Hossek      | Markus Moser         | Markus Moser –2–                  | Walter Kroneisl –3–   |
| 1991 | Michael Hossek       | Michael Hossek –2–  | Michael Hossek       | Roman Ehl                         | Michael Hossek        |
| 1992 | Markus Moser         | Gerfried Seeber     | Markus Moser –2–     | Markus Moser –3–                  | Markus Moser          |
| 1993 | Markus Moser –2–     | Gerfried Seeber –2– | Markus Moser –3–     | Dieter Lerchster                  | Markus Moser –2–      |
| 1994 | Max Forster          | Markus Moser        | Dieter Lerchster     | Gerhard Wolf                      | Dieter Lerchster –2–  |
| 1995 | –                    | Marcel Hüppi        | Štěpán Hlaváč        | Pavel Hlaváč                      | Josef Pohl            |
| 1996 | Markus Moser –3–     | Markus Moser –2–    | Dušan Kudrnovský     | Markus Moser –4–                  | Markus Moser –3–      |
| 1997 | –                    | Štěpán Hlaváč       | Štěpán Hlaváč –2–    | Markus Moser –5–                  | Markus Moser –4–      |
| 1998 | –                    | Štěpán Hlaváč –2–   | Björn Walter         | Dieter Lerchster –2–              | Dušan Kudrnovský      |
| 1999 | Dušan Kudrnovský     | Štěpán Hlaváč –3–   | Štěpán Hlaváč –3–    | Dušan Kudrnovský                  | Josef Pohl            |
| 2000 | Markus Moser –4–     | Markus Moser –3–    | Markus Moser –4–     | Josef Pohl                        | Dušan Kudrnovský –2–  |
| 2001 | Štěpán Hlaváč        | Aleš Housa          | Dušan Kudrnovský –2– | Dušan Kudrnovský –2–              | Dušan Kudrnovský –3–  |
| 2002 | –                    | Štěpán Hlaváč –4–   | Markus Moser –5–     | Markus Moser –6–                  | Dušan Kudrnovský –4–  |
| 2003 | –                    | Štěpán Hlaváč –5–   | Björn Walter –2–     | Markus Moser –7–                  | Markus Moser –5–      |
| 2004 | –                    | Markus Moser –4–    | Markus Moser –6–     | Markus Moser –8–                  | Markus Moser –6–      |
| 2006 | Markus Moser –5–     | Stanislav Ježek     | Stanislav Ježek      | David Krejčí                      | David Krejčí          |
| 2007 | David Krejčí         | David Krejčí        | David Krejčí         | Markus Moser –9–                  | Markus Moser –7–      |
| 2009 | –                    | David Krejčí –2–    | David Krejčí –2–     | David Krejčí –2–                  | David Krejčí –2–      |
| 2010 | –                    | Markus Moser –5–    | Markus Moser –7–     | Markus Moser –10–                 | Markus Moser –8–      |
| 2011 | –                    | David Krejčí –3–    | Gerhard Hauer        | Markus Moser –11–                 | Markus Moser –9–      |
| 2012 | –                    | Pavel Čiháček       | Pavel Čiháček        | Gerhard Hauer                     | Pavel Čiháček         |
| 2013 | –                    | Pavel Čiháček –2–   | Pavel Čiháček –2–    | Gerhard Hauer –2–                 | Pavel Čiháček –2–     |
| 2014 | –                    | Aleš Housa          | Gerhard Hauer –2–    | Gerhard Hauer –3–                 | Gerhard Hauer         |
| 2016 | –                    | David Krejčí –4–    | Pavel Čiháček –3–    | Pavel Hlaváč –2– David Krejčí –3– | Aleš Housa            |
| 2017 | –                    | Pavel Čiháček –3–   | Pavel Čiháček –4–    | Pavel Čiháček                     | Pavel Čiháček –3–     |
| 2018 | –                    | Pavel Čiháček –4–   | Pavel Čiháček –5–    | Pavel Čiháček –2–                 | Pavel Čiháček –4–     |
| 2019 | –                    | Pavel Čiháček –5–   | Pavel Čiháček –6–    | Pavel Čiháček –3–                 | Pavel Čiháček –5–     |
| 2022 | –                    | Joachim Knauß       | Joachim Knauß        | Pavel Čiháček –4–                 | Pavel Čiháček –6–     |
| 2023 | –                    | Joachim Knauß –2–   | Pavel Čiháček –7–    | Joachim Knauß                     | Pavel Čiháček –7–     |
| 2025 | –                    | Joachim Knauß –3–   | Joachim Knauß –2–    | Pavel Čiháček –5–                 | Joachim Knauß         |

### Damen
| WM   | Abfahrt                   | Super-G                   | Riesenslalom              | Slalom                    | Kombination               |
| ---- | ------------------------- | ------------------------- | ------------------------- | ------------------------- | ------------------------- |
| 1967 | Gerhild Schiffkorn        | –                         | Gerhild Schiffkorn        | –                         | Gerhild Schiffkorn        |
| 1969 | Gerhild Schiffkorn –2–    | –                         | Grete Hois                | –                         | Gerhild Schiffkorn –2–    |
| 1971 | Anita Zeiler              | –                         | Gertrude Gebert           | –                         | Gertrude Gebert           |
| 1973 | Gertrude Gebert           | –                         | Gertrude Gebert –2–       | –                         | Gertrude Gebert –2–       |
| 1975 | Gudrun Müller             | –                         | Gertrude Gebert –3–       | –                         | Gertrude Gebert –3–       |
| 1977 | Hannelore Gigler          | –                         | Rosalinde Lehner          | –                         | Rosalinde Lehner          |
| 1979 | Annegret Ertler           | –                         | Andrea Dobler             | Sonja Kehrer              | Andrea Dobler             |
| 1981 | Rosalinde Lehner          | –                         | Andrea Dobler –2–         | Andrea Dobler             | Alena Hanousková          |
| 1983 | Hannelore Gigler –2–      | –                         | Hannelore Gigler          | Alena Hanousková          | Hannelore Gigler          |
| 1985 | Maria Höller              | –                         | Maria Höller              | Hannelore Gigler          | Maria Höller              |
| 1987 | Petra Wlezcek             | –                         | Irena Francová            | Irena Francová            | Manuela Winter            |
| 1988 | Petra Wlezcek –2–         | –                         | Petra Wlezcek             | Irena Francová –2–        | Petra Wlezcek             |
| 1989 | Petra Wlezcek –3–         | Petra Wlezcek             | Sandra Schmid             | Irena Francová –3–        | Petra Wlezcek –2–         |
| 1990 | –                         | Sandra Schmid             | Petra Wlezcek –2–         | Petra Wlezeck             | Petra Wlezcek –3–         |
| 1991 | Petra Tschach-Wlezcek –4– | Petra Tschach-Wlezcek –2– | Petra Tschach-Wlezcek –3– | Irena Francová –4–        | Petra Tschach-Wlezcek –4– |
| 1992 | Irena Francová            | Irena Francová            | Irena Francová –2–        | Irena Francová –5–        | Irena Francová            |
| 1993 | Heidi Achleitner          | Irena Francová –2–        | Irena Francová –3–        | Irena Francová –6–        | Irena Francová –2–        |
| 1994 | Sandra Müller             | Irena Francová –3–        | Petra Tschach-Wlezcek –4– | Heidi Achleitner          | Heidi Achleitner          |
| 1995 | –                         | Soňa Jandová              | Soňa Jandová              | Irena Francová –7–        | Soňa Jandová              |
| 1996 | Heidi Achleitner –2–      | Heidi Achleitner          | Irena Francová –4–        | Irena Francová –8–        | Irena Francová –3–        |
| 1997 | –                         | Irena Francová –4–        | Irena Francová –5–        | Irena Francová –9–        | Irena Francová –4–        |
| 1998 | –                         | Iris Lienhard             | Soňa Jandová –2–          | Irena Francová –10–       | Irena Francová –5–        |
| 1999 | Soňa Jandová              | Alena Housová             | Heidi Achleitner          | Heidi Achleitner –2–      | Alena Housová             |
| 2000 | Heidi Achleitner –3–      | Iris Lienhard –2–         | Iris Lienhard             | Alena Housová             | Heidi Achleitner –2–      |
| 2001 | Petra Mörtenhuemer        | Iris Lienhard –3–         | Iris Lienhard –2–         | Kristýna Jírová           | Iris Lienhard             |
| 2002 | –                         | Petra Poláková            | Iris Lienhard –3–         | Alena Housová –2–         | Alena Housová –2–         |
| 2003 | –                         | Alena Housová –2–         | Petra Poláková            | Alena Housová –3–         | Alena Housová –3–         |
| 2004 | –                         | Petra Poláková –2–        | Alena Housová             | Alena Housová –4–         | Alena Housová –4–         |
| 2006 | Petra Mörtenhuemer –2–    | Alena Housová –3–         | Alena Housová –2–         | Alena Housová –5–         | Alena Housová –5–         |
| 2007 | Alena Housová             | Alena Housová –4–         | Petra Mörtenhuemer        | Petra Mörtenhuemer        | Petra Mörtenhuemer        |
| 2009 | –                         | Kerstin Mayrhofer         | Iris Lienhard –4–         | Petra Mörtenhuemer –2–    | Iris Lienhard –2–         |
| 2010 | –                         | Klára Hofmanová           | Petra Mörtenhuemer –2–    | Iris Lienhard             | Petra Mörtenhuemer –2–    |
| 2011 | –                         | Alena Housová –5–         | Alena Housová –3–         | Iris Lienhard –2–         | Alena Housová –6–         |
| 2012 | –                         | Kerstin Zoister           | Alena Housová –4–         | Alena Housová –6–         | Alena Housová –7–         |
| 2013 | –                         | Alena Housová –6–         | Alena Housová –5–         | Alena Housová –7–         | Alena Housová –8–         |
| 2014 | –                         | Alena Housová –7–         | Lisa Zaff                 | Alena Housová –8–         | Alena Housová –9–         |
| 2016 | –                         | Claudia Hartl             | Claudia Hartl             | Stanislava Preclíková     | Claudia Hartl             |
| 2017 | –                         | Claudia Hartl –2–         | Claudia Hartl –2–         | Silvia Steininger         | Claudia Hartl –2–         |
| 2018 | –                         | Claudia Hartl –3–         | Stanislava Preclíková     | Stanislava Preclíková –2– | Stanislava Preclíková     |
| 2019 | –                         | Aneta Havlíčková          | Gabriela Jašková          | Stanislava Preclíková –3– | Aneta Havlíčková          |
| 2022 | –                         | Aneta Havlíčková –2–      | Aneta Havlíčková          | Stanislava Preclíková –4– | Stanislava Preclíková –2– |
| 2023 | –                         | Lisa Zaff                 | Stanislava Preclíková –2– | Stanislava Preclíková –5– | Stanislava Preclíková –3– |
| 2025 | –                         | Lisa Zaff –2–             | Stanislava Preclíková –3– | Marie Anna Husková        | Stanislava Preclíková –4– |

## Weltmeister nach Disziplinen

### Herren
| Name                 | erster | letzter | Abfahrt | Super-G | Riesenslalom | Slalom | Kombination | Gesamt |
| -------------------- | ------ | ------- | ------- | ------- | ------------ | ------ | ----------- | ------ |
| Martin Albrecht      | 1977   | 1977    | 1       | –       | –            | –      | –           | 1      |
| Pierre-Joseph Bonvin | 1969   | 1969    | –       | –       | 1            | –      | 1           | 2      |
| Willi Brenter        | 1967   | 1967    | 1       | –       | –            | –      | –           | 1      |
| Pavel Čiháček        | 2012   | 2025    | –       | 5       | 7            | 5      | 7           | 24     |
| Willi Dimmer         | 1983   | 1988    | 1       | –       | 1            | –      | –           | 2      |
| Roman Ehl            | 1987   | 1991    | –       | –       | 1            | 1      | –           | 2      |
| Peter Eschlböck      | 1989   | 1989    | –       | 1       | –            | –      | –           | 1      |
| Josef Estner         | 1971   | 1975    | 1       | –       | 2            | –      | 1           | 4      |
| Alois Fischbauer     | 1971   | 1975    | 2       | –       | 1            | –      | 2           | 5      |
| Max Forster          | 1994   | 1994    | 1       | –       | –            | –      | –           | 1      |
| Gerhard Hauer        | 2011   | 2014    | –       | –       | 2            | 3      | 1           | 6      |
| Pavel Hlaváč         | 1995   | 2016    | –       | –       | –            | 2      | –           | 2      |
| Štěpán Hlaváč        | 1995   | 2003    | 1       | 5       | 3            | –      | –           | 9      |
| Othmar Hofmann       | 1985   | 1985    | –       | –       | –            | 1      | –           | 1      |
| Michael Hossek       | 1990   | 1991    | 1       | 2       | 1            | –      | 1           | 5      |
| Aleš Housa           | 2001   | 2016    | –       | 2       | –            | –      | 1           | 3      |
| Marcel Hüppi         | 1995   | 1995    | –       | 1       | –            | –      | –           | 1      |
| Alexander Irausek    | 1977   | 1977    | –       | –       | 1            | –      | 1           | 2      |
| Hans Irausek         | 1979   | 1983    | 2       | –       | 1            | –      | 1           | 4      |
| Stanislav Ježek      | 2006   | 2006    | –       | 1       | 1            | –      | –           | 2      |
| Alexander Kainz      | 1989   | 1989    | –       | –       | –            | 1      | –           | 1      |
| Joachim Knauß        | 2022   | 2025    | –       | 3       | 2            | 1      | 1           | 7      |
| David Krejčí         | 2006   | 2016    | 1       | 4       | 2            | 3      | 2           | 12     |
| Walter Kroneisl      | 1983   | 1990    | 3       | –       | 1            | 1      | 3           | 8      |
| Dušan Kudrnovský     | 1996   | 2002    | 1       | –       | 2            | 2      | 4           | 9      |
| Dieter Lerchster     | 1987   | 1998    | –       | –       | 1            | 2      | 2           | 5      |
| Markus Moser         | 1988   | 2011    | 5       | 5       | 7            | 11     | 9           | 37     |
| Robert Mühlberger    | 1979   | 1981    | –       | –       | 1            | 2      | 2           | 5      |
| Josef Pitzer         | 1969   | 1969    | 1       | –       | –            | –      | –           | 1      |
| Josef Pohl           | 1995   | 2000    | –       | –       | –            | 1      | 2           | 3      |
| Max Reindl           | 1985   | 1985    | –       | –       | –            | –      | 1           | 1      |
| Wolfgang Reiser      | 1981   | 1981    | –       | –       | 1            | –      | –           | 1      |
| Silvio Schauberger   | 1967   | 1967    | –       | –       | 1            | –      | 1           | 2      |
| Gerfried Seeber      | 1992   | 1993    | –       | 2       | –            | –      | –           | 2      |
| Wendel Tschümperlin  | 1985   | 1985    | 1       | –       | 1            | –      | –           | 2      |
| Björn Walter         | 1998   | 2003    | –       | 2       | –            | –      | –           | 2      |
| Gerhard Wolf         | 1987   | 1994    | –       | –       | –            | 2      | –           | 2      |

### Damen
| Name                   | erster | letzter | Abfahrt | Super-G | Riesenslalom | Slalom | Kombination | Gesamt |
| ---------------------- | ------ | ------- | ------- | ------- | ------------ | ------ | ----------- | ------ |
| Heidi Achleitner       | 1993   | 2000    | 3       | 1       | 1            | 2      | 2           | 9      |
| Andrea Dobler          | 1979   | 1981    | –       | –       | 2            | 1      | 1           | 4      |
| Annegret Ertler        | 1979   | 1979    | 1       | –       | –            | –      | –           | 1      |
| Irena Francová         | 1987   | 1998    | 1       | 4       | 5            | 10     | 5           | 25     |
| Gertrude Gebert        | 1971   | 1975    | 1       | –       | 3            | –      | 3           | 7      |
| Hannelore Gigler       | 1977   | 1985    | 2       | –       | 1            | 1      | 1           | 5      |
| Alena Hanousková       | 1981   | 1983    | –       | –       | –            | 1      | 1           | 2      |
| Claudia Hartl          | 2016   | 2018    | –       | 3       | 2            | –      | 2           | 7      |
| Aneta Havlíčková       | 2019   | 2022    | –       | 2       | 1            | –      | 1           | 4      |
| Klára Hofmanová        | 2010   | 2010    | –       | 1       | –            | –      | –           | 1      |
| Grete Hois             | 1969   | 1969    | –       | –       | 1            | –      | –           | 1      |
| Maria Höller           | 1985   | 1985    | 1       | –       | 1            | –      | 1           | 3      |
| Alena Housová          | 1999   | 2014    | 1       | 7       | 5            | 8      | 9           | 30     |
| Marie Anna Husková     | 2025   | 2025    | –       | –       | –            | 1      | –           | 1      |
| Soňa Jandová           | 1995   | 1999    | 1       | 1       | 2            | –      | 1           | 5      |
| Gabriela Jašková       | 2019   | 2019    | –       | –       | 1            | –      | –           | 1      |
| Kristýna Jírová        | 2001   | 2001    | –       | –       | –            | 1      | –           | 1      |
| Sonja Kehrer           | 1979   | 1979    | –       | –       | –            | 1      | –           | 1      |
| Rosalinde Lehner       | 1977   | 1981    | 1       | –       | 1            | –      | 1           | 3      |
| Iris Lienhard          | 1998   | 2011    | –       | 3       | 4            | 2      | 2           | 11     |
| Kerstin Mayrhofer      | 2009   | 2009    | –       | 1       | –            | –      | –           | 1      |
| Petra Mörtenhuemer     | 2001   | 2010    | 2       | –       | 2            | 2      | 2           | 8      |
| Gudrun Müller          | 1975   | 1975    | 1       | –       | –            | –      | –           | 1      |
| Sandra Müller          | 1994   | 1994    | 1       | –       | –            | –      | –           | 1      |
| Petra Poláková         | 2002   | 2004    | –       | 2       | 1            | –      | –           | 3      |
| Stanislava Preclíková  | 2016   | 2025    | –       | –       | 3            | 5      | 4           | 12     |
| Gerhild Schiffkorn     | 1967   | 1969    | 2       | –       | 1            | –      | 2           | 5      |
| Sandra Schmid          | 1989   | 1990    | –       | 1       | 1            | –      | –           | 2      |
| Silvia Steininger      | 2017   | 2017    | –       | –       | –            | 1      | –           | 1      |
| Manuela Winter-Holzner | 1987   | 1987    | –       | –       | –            | –      | 1           | 1      |
| Petra Wlezcek          | 1987   | 1994    | 4       | 2       | 4            | 1      | 4           | 15     |
| Lisa Zaff              | 2014   | 2025    | –       | 2       | 1            | –      | –           | 3      |
| Anita Zeiler           | 1971   | 1971    | 1       | –       | –            | –      | –           | 1      |
| Kerstin Zoister        | 2012   | 2012    | –       | 1       | –            | –      | –           | 1      |

## Die erfolgreichsten WM-Teilnehmer

### Top 10
| Platz | Name                  | Land       | Von  | Bis  | Gold | Silber | Bronze | Gesamt |
| ----- | --------------------- | ---------- | ---- | ---- | ---- | ------ | ------ | ------ |
| 1     | Markus Moser          | Österreich | 1989 | 2013 | 37   | 12     | 4      | 53     |
| 2     | Alena Housová         | Tschechien | 1996 | 2014 | 30   | 17     | 4      | 51     |
| 3     | Irena Francová        | Tschechien | 1987 | 1998 | 25   | 6      | 4      | 35     |
| 4     | Pavel Čiháček         | Tschechien | 2009 | 2025 | 24   | 10     | 5      | 39     |
| 5     | Petra Wlezcek         | Österreich | 1981 | 2001 | 15   | 10     | 6      | 31     |
| 6     | Stanislava Preclíková | Tschechien | 2014 | 2025 | 12   | 10     | 6      | 28     |
| 7     | David Krejčí          | Tschechien | 2003 | 2016 | 12   | 8      | 5      | 25     |
| 8     | Iris Lienhard         | Österreich | 1997 | 2025 | 11   | 16     | 10     | 37     |
| 9     | Dušan Kudrnovský      | Tschechien | 1996 | 2012 | 9    | 10     | 8      | 27     |
| 10    | Heidi Achleitner      | Österreich | 1992 | 2000 | 9    | 8      | 8      | 25     |

### Herren
| Platz | Name                 | Land        | Von  | Bis  | Gold | Silber | Bronze | Gesamt |
| ----- | -------------------- | ----------- | ---- | ---- | ---- | ------ | ------ | ------ |
| 1     | Markus Moser         | Österreich  | 1989 | 2013 | 37   | 12     | 4      | 53     |
| 2     | Pavel Čiháček        | Tschechien  | 2009 | 2023 | 24   | 10     | 5      | 39     |
| 3     | David Krejčí         | Tschechien  | 2003 | 2016 | 12   | 8      | 5      | 25     |
| 4     | Dušan Kudrnovský     | Tschechien  | 1996 | 2012 | 9    | 10     | 8      | 27     |
| 5     | Štěpán Hlaváč        | Tschechien  | 1995 | 2007 | 9    | 5      | 10     | 24     |
| 6     | Walter Kroneisl      | Österreich  | 1979 | 1995 | 8    | 5      | 3      | 16     |
| 7     | Joachim Knauß        | Österreich  | 2016 | 2025 | 7    | 5      | 2      | 14     |
| 8     | Gerhard Hauer        | Österreich  | 2010 | 2017 | 6    | 10     | 3      | 19     |
| 9     | Dieter Lerchster     | Österreich  | 1987 | 1998 | 5    | 8      | 10     | 23     |
| 10    | Michael Hossek       | Österreich  | 1988 | 1994 | 5    | 5      | 5      | 15     |
| 11    | Alois Fischbauer     | Österreich  | 1971 | 1975 | 5    | 2      | –      | 7      |
| 12    | Robert Mühlberger    | Deutschland | 1979 | 1981 | 5    | 1      | –      | 6      |
| 13    | Hans Irausek         | Österreich  | 1979 | 1983 | 4    | 3      | 1      | 8      |
| 14    | Josef Estner         | Deutschland | 1971 | 1975 | 4    | –      | 1      | 5      |
| 15    | Aleš Housa           | Tschechien  | 2001 | 2018 | 3    | 8      | 6      | 17     |
| 16    | Josef Pohl           | Tschechien  | 1994 | 2000 | 3    | 5      | 4      | 12     |
| 17    | Björn Walter         | Schweiz     | 1998 | 2022 | 2    | 8      | 8      | 18     |
| 18    | Stanislav Ježek      | Tschechien  | 2001 | 2007 | 2    | 7      | 6      | 15     |
| 19    | Gerfried Seeber      | Österreich  | 1990 | 2019 | 2    | 4      | 4      | 10     |
| 20    | Alexander Irausek    | Österreich  | 1975 | 1979 | 2    | 4      | 1      | 8      |
| 21    | Pavel Hlaváč         | Tschechien  | 1995 | 2022 | 2    | 3      | 5      | 10     |
| 22    | Roman Ehl            | Tschechien  | 1987 | 1993 | 2    | 3      | 2      | 7      |
| 23    | Willi Dimmer         | Österreich  | 1983 | 1991 | 2    | 3      | 1      | 6      |
| 24    | Silvio Schauberger   | Österreich  | 1967 | 1973 | 2    | 1      | 5      | 8      |
| 25    | Wendel Tschümperlin  | Schweiz     | 1985 | 1985 | 2    | 1      | –      | 3      |
| 26    | Gerhard Wolf         | Österreich  | 1987 | 1994 | 2    | –      | 1      | 3      |
| 27    | Pierre-Joseph Bonvin | Schweiz     | 1969 | 1969 | 2    | –      | –      | 2      |

### Damen
| Platz | Name                  | Land        | Von  | Bis  | Gold | Silber | Bronze | Gesamt |
| ----- | --------------------- | ----------- | ---- | ---- | ---- | ------ | ------ | ------ |
| 1     | Alena Housová         | Tschechien  | 1996 | 2014 | 30   | 17     | 4      | 51     |
| 2     | Irena Francová        | Tschechien  | 1987 | 1998 | 25   | 6      | 4      | 35     |
| 3     | Petra Wlezcek         | Österreich  | 1981 | 2001 | 15   | 10     | 6      | 31     |
| 4     | Stanislava Preclíková | Tschechien  | 2014 | 2025 | 12   | 10     | 6      | 28     |
| 5     | Iris Lienhard         | Österreich  | 1997 | 2025 | 11   | 15     | 8      | 34     |
| 6     | Heidi Achleitner      | Österreich  | 1992 | 2000 | 9    | 8      | 8      | 25     |
| 7     | Petra Mörtenhuemer    | Österreich  | 2001 | 2010 | 8    | 11     | 5      | 24     |
| 8     | Claudia Hartl         | Österreich  | 2014 | 2018 | 7    | 3      | 3      | 13     |
| 9     | Gertrude Gebert       | Österreich  | 1971 | 1975 | 7    | –      | 1      | 8      |
| 10    | Soňa Jandová          | Tschechien  | 1990 | 2000 | 5    | 10     | 9      | 24     |
| 11    | Hannelore Gigler      | Österreich  | 1977 | 1985 | 5    | 3      | 4      | 12     |
| 11    | Gerhild Schiffkorn    | Österreich  | 1967 | 1977 | 5    | 3      | 4      | 12     |
| 13    | Aneta Havlíčková      | Tschechien  | 2019 | 2022 | 4    | 2      | –      | 6      |
| 14    | Andrea Dobler         | Österreich  | 1979 | 1981 | 4    | 1      | 1      | 6      |
| 15    | Petra Poláková        | Tschechien  | 2001 | 2007 | 3    | 6      | 9      | 18     |
| 16    | Lisa Zaff             | Österreich  | 2007 | 2025 | 3    | 6      | 6      | 15     |
| 17    | Maria Höller          | Österreich  | 1985 | 1988 | 3    | 3      | 3      | 9      |
| 18    | Rosalinde Lehner      | Deutschland | 1977 | 1983 | 3    | 1      | 1      | 5      |
| 19    | Alena Hanousková      | Tschechien  | 1981 | 1983 | 2    | 5      | –      | 7      |
| 20    | Sandra Schmid         | Deutschland | 1989 | 1993 | 2    | 4      | 3      | 9      |

## Nationenwertungen

### Gesamt
| Platz | Land                        | Gold | Silber | Bronze | Gesamt |
| ----- | --------------------------- | ---- | ------ | ------ | ------ |
| 1     | Österreich                  | 174  | 173    | 182    | 529    |
| 2     | Tschechien Tschechoslowakei | 151  | 142    | 109    | 402    |
| 3     | Deutschland                 | 21   | 22     | 34     | 77     |
| 4     | Schweiz                     | 9    | 19     | 20     | 48     |
| 5     | Luxemburg                   | –    | 1      | 2      | 3      |
| 6     | Polen                       | –    | –      | 2      | 2      |

(1 Medaille fehlt)

### Herren
| Platz | Land                        | Gold | Silber | Bronze | Gesamt |
| ----- | --------------------------- | ---- | ------ | ------ | ------ |
| 1     | Österreich                  | 91   | 85     | 90     | 266    |
| 2     | Tschechien Tschechoslowakei | 66   | 64     | 60     | 190    |
| 3     | Deutschland                 | 12   | 9      | 5      | 26     |
| 4     | Schweiz                     | 9    | 19     | 20     | 48     |

(1 Medaille fehlt)

### Damen
| Platz | Land                        | Gold | Silber | Bronze | Gesamt |
| ----- | --------------------------- | ---- | ------ | ------ | ------ |
| 1     | Tschechien Tschechoslowakei | 85   | 78     | 49     | 212    |
| 2     | Österreich                  | 83   | 88     | 92     | 263    |
| 3     | Deutschland                 | 9    | 13     | 29     | 51     |
| 4     | Luxemburg                   | –    | 1      | 2      | 3      |
| 5     | Polen                       | –    | –      | 2      | 2      |